# 金子安次
金子安次（日语：金子 安次，1920年1月28日—2010年11月25日）在抗日战争中日本老兵，出生於千葉縣浦安市。為中國歸還者聯絡會的會員。多次參加關於二戰的證言大會，2001年在「日本軍性奴隷制を裁く女性国際戦犯法廷」上就慰安婦問題發言作證。而後NHK為女性國際戰犯法庭製作節目，金子安次為受訪的作證人之一，但是該證言片段被政府強迫刪減，

## 年譜
- 1920年 出生於千葉縣浦安市。
- 1932年 小學畢業
- 1940年 加入日本軍隊。
- 1945年 日本投降，他被關入撫順戰犯管理所。
- 1956年 回到日本。
- 2001年 出演電影『日本鬼子：日中15年戰爭·原皇軍士兵的告白』。
- 2005年 熊谷伸一郎從金子安次取材記錄，出版了書籍《金子さんの戦争：中国戦線の現実》，中文版書名為《回頭已是百年身》。

## 關連項目
- 中國歸還者聯絡會
- 篠塚良雄
- 日本鬼子：日中15年戰爭·原皇軍士兵的告白
- 土屋芳雄